# Раз — горох, два — горох…
«Раз — горох, два — горох…» — советский мультипликационный фильм режиссёра Александра Давыдова по сказке Альберта Иванова «Как Хома и Суслик последнее поделили».

## Сюжет
Суслик собирает на поле горох, готовясь к зиме, и встречает своего друга — хомяка Хому. Пока Суслик разговаривал с Хомой, весь собранный им горох склевал Воробей. Чтобы Суслик не расстраивался, Хома предлагает показать ему такое место, где гороха столько, что его «за сто лет не съешь».
Хома приводит Суслика к амбару, где хранится горох. Забравшись по растущему рядом дереву, они проникают в амбар через маленькое окошко. Амбар доверху полон гороха. Вначале звери радуются и едят горох, но потом между ними вспыхивает ссора, и они начинают делить горох.
Они проводят по гороху границу. Но вместо того, чтобы есть свою часть гороха, они начинают его стеречь и охранять границу. В результате они ловят друг друга на том, что каждый из них воровал горох с чужой стороны. Между Хомой и Сусликом завязывается драка. В пылу драки они кубарем выкатываются через окошко амбара на крышу, а оттуда по водосточной трубе попадают на землю.
Растерянные, они стоят перед амбаром. Вдруг на стоящее рядом дерево прилетает Воробей и говорит им, что «от чужого добра не бывает добра».
В следующей сцене показывается, как Хома и Суслик сидят грустные и голодные, каждый в своей норке. Суслик перебирает солому в норке и находит горошину. Он хочет её съесть, но потом передумывает и выбегает с этой горошиной из норки. Навстречу ему бежит Хома и протягивает ему тоже свою горошину.

## Съёмочная группа
- Автор сценария: Альберт Иванов
- Кинорежиссёр: Александр Давыдов
- Художники-постановщики: Владимир Морозов, Галина Золотовская
- Художник: Алла Горева
- Композитор: Владислав Казенин
- Текст песен: Генриха Сапгира
- Кинооператор: Светлана Кощеева
- Звукооператор: Владимир Кутузов
- Художники-мультипликаторы: Олег Комаров, Сергей Дёжкин, Александр Мазаев, Татьяна Фадеева, Владимир Зарубин, Антонина Алёшина, Юрий Кузюрин
- Роли озвучивали:
  - Лев Шабарин — Суслик
  - Владимир Бурлаков — Хома
  - Ефим Кациров — Воробей
- Редактор: Елена Михайлова
- Директор съёмочной группы: Любовь Бутырина

## Крылатые фразы
- Как чужой горох? Я нашёл.
- Подо мной — значит мой!
- «Отпусти хвост, больно! — Если отпущу — больнее будет».
- От чужого добра не бывает добра.
- «Эх, ты! — Эх, я…».

## Аудиосказка
В 1990-е годы на аудиокассетах изданием Twic Lyrec была выпущена аудиосказка по одноимённому мультфильму с текстом Александра Пожарова.